# История почты и почтовых марок Саудовской Аравии
История почты почтовых марок Саудовской Аравии, государства на Аравийском полуострове, крупнейшей страны арабского мира, ранее называвшейся Королевством Неджда и Хиджаза (до 22 сентября 1932 года). До середины 1920-х годов Королевство Хиджаз и Неджд были отдельными государствами, после чего стали издаваться почтовые марки для единого королевства (с 1925). Саудовская Аравия входит во Всемирный почтовый союз (ВПС; с 1927). Современным почтовым оператором страны является компания Saudi Post.

## Развитие почты

### Ранняя история
История почты на территории нынешней Саудовской Аравии берёт своё начало во времена Древнего Египта. Так, земель Аравии достигали по военным дорогам специальные пешие (скороходы) и конные гонцы, состоявшие при службе связи у фараонов IV династии (2900—2700 до н. э.).

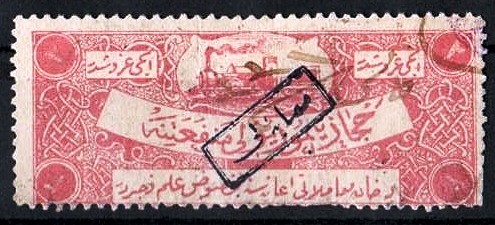
Гербовая марка для Хиджазской железной дороги (1914)

В более позднюю эпоху, до появления почтовых марок и железной дороги, пересылаемые ограниченные объёмы почты перевозились здесь в основном на верблюдах.

### В составе Османской империи
Хиджаз, расположенный в западной части Аравийского полуострова, попал в сферу османского влияния в 1517 году, а в 1845 году турки установили прямой контроль над Хиджазом. В 1900—1908 годах между Мединой и Дамаском была проложена железная дорога, известная как Хиджазская железная дорога, в связи с чем был выпущен ряд железнодорожных марок. В связи с финансированием строительства железной дороги также были эмитированы гербовые марки.
|  |

Османская империя содержала почтовые отделения в населённых пунктах: Абха или Эбха, Эль-Ула, Хедье, Джидда, Конфида, Мекка, Таиф, Тебоук и Янбо.

### Вторая половина XX века
В середине 1970-х годов в Саудовской Аравии работало 228 почтовых отделений и почтамтов. Ещё более 500 деревень обеспечивались почтовой связью с помощью передвижных почтовых отделений.
В 1971 году при министерстве внутренних дел было создано почтовое ведомство, которое в 1976 году было выделено в министерство почт, телеграфа и коммуникаций.
Эффективной работе почты долгое время препятствовали предрассудки среди значительной части населения, низкое качество обучения почтовых служащих, отсутствие в городах названий улиц и нумерации домов.
Общее число пересылаемых за год почтовых отправлений увеличилось с 6,5 млн в 1955 году до 92,4 млн в 1972 году, 134 млн в 1976 году, 260 млн в 1977 году.
К 1980 году почтовое ведомство страны было оснащено самым современным западным оборудованием, а почтовые работники проходили подготовку как внутри страны в созданных специальных школах в городах Эр-Рияде, Джидде и Даммаме, так и за границей (в США, Франции, Египте).

### Почтовое отделение Египта
В 1865—1881 годах в Джидде работало египетское почтовое отделение.

## Регулярные выпуски почтовых марок

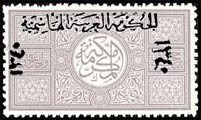
Первая почтовая марка с названием «Королевство Хиджаз» (1921), с надпечаткой чёрной краской(Sc #L14)

### Королевство Хиджаз
Хиджаз оставался в составе Османской империи до 1916 года, когда в июне было провозглашено создание королевства Хиджаз. В октябре 1916 года вышли в обращение первые почтовые марки Хиджаза. Это была серия из трёх марок с изображением орнаментов из мечетей Египта, с надписями только на арабском языке и с номиналами в турецкой валюте. При этом турецкие марки оставались в почтовом обращении. В 1917 году увидела свет новая серия из шести почтовых марок.
В 1922 году была эмитированы серия марок оригинальных рисунков с изображением орнаментов, которая пополнилась в 1924 году марками ещё двух номиналов. Почтовые миниатюры были напечатаны в типографии в Мекке.

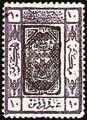
Почтовая марка Королевства Хиджаз (1924) из серии, отпечатанной в Мекке(Sc #L50)

В 1924 году почтовое ведомство королевства выпустило первую серию памятных марок по поводу провозглашения короля Хиджаза халифом, сделав надпечатку соответствующего арабского текста чёрной и золотой краской на марках серии 1922 года.
Выпуск марок оригинального рисунка продолжался до 1925 года, после чего выпускались только марки с надпечатками, повторяющиеся в самых разных цветах (чёрном, красном, синем и других), при этом многие миниатюры примечательны сложностью исполнения со множеством различных способов печати и надпечаток, которые зачастую оказываются перевёрнутыми. Надписи на почтовых марках Хиджаза были на арабском языке. Также на арабском были надпечатки, сделанные на марках в 1921 году и в 1922 году: «?»‎ («Арабское хашимитское правительство»).
С 1916 по 1925 год всего было эмитировано 97 почтовых марок.

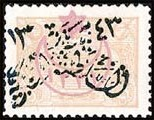
Почтовая марка периода оккупации Хиджаза Недждом (1925) с надпечаткой чёрной краской на почтовой марке Турции(Sc #3)

### Оккупация Хиджаза Недждом
К 1925 году Неджд покорил королевство Хиджаз. В период оккупации было эмитировано множество марок, включая почтовые марки, железнодорожные, доплатные и гербовые марки. На многих из них были сделаны надпечатки. Надпечатки ставились и на турецких почтовых марках, чтобы пустить их в обращение на этой территории. Текст надпечатки на почтовых и гербовых марках Турции и Хиджаза на арабском языке: «?»‎ («Султанат Неджд»). В то же время была сделана соответствующая памятная надпечатка на арабском. Соответствующими памятными надпечатками отмечалось и взятие войсками Неджда городов Джидды и Медины.

### Королевство Хиджаза и Неджда
8 января 1926 года султан Неджда Абдель Азиз ибн Сауд был коронован королём Хиджаза в Большой мечети Мекки. 29 января 1927 года он также принял титул короля Неджда, в отличие от прежнего титула султана. В Джиддском договоре 20 мая 1927 года королевство Абдул Азиза было признано Великобританией под названием Королевство Неджда и Хиджаза.
Первые почтовые марки нового королевства вышли в феврале 1926 года. В том же 1926 году были эмитированы первые коммеморативные марки объединённого королевства. В 1927 году появилась новая стандартная серия с изображением тугры короля, а также надпечатка памятного текста на арабском в связи с созданием королевства.
Ещё ряд серий был эмитирован до 1932 года.
С 1926 года по 1929 год на выпускаемых марках название королевства указывалось только на арабском языке. С 1929 года наряду с арабскими надписями на знаках почтовой оплаты появились надписи на французском языке: «Hejaz & Nejd» («Хиджаз и Неджд»), «Postes» («Почта»), «Service de l’Etat» («Государственная служба» — на служебных марках), «Par avion» («Авиапочта»), «Secours» («Помощь» — на благотворительных марках).
В 1930 году в обращение вышли первые памятные марки оригинального рисунка. На марках было указано название государства на французском языке и наименование денежной единицы (герш).

### Королевство Саудовской Аравии

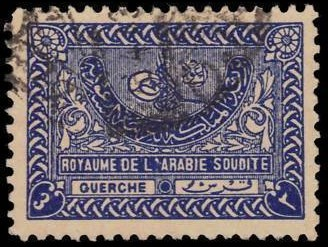
Почтовая марка Королевства Саудовская Аравия (1938) с изображением тугры короля Абделя Азиза(Sc #166)

В 1932 году королевство было переименовано в Саудовскую Аравию. Первые почтовые марки с надписью «Саудовская Аравия» были выпущены 1 января 1934 года. Надписи на марках на французском: «Royaume de l'Arabie Saoudite» («Королевство Саудовская Аравия») и на арабском языке. Одновременно эта серия отметила провозглашение принца Сауда в 1933 году наследником трона. В дизайне этих миниатюр было использовано изображение тугры, которое встречается на многих других марках этого периода.
В 1934—1945 годах было выпущено всего 23 марки, из них 12 памятных, которые были изъяты из почтового обращения спустя три месяца после выпуска.
Начиная с 1945 года стандартные и памятные марки выпускаются регулярно, и к 1960 году было эмитировано ещё 37 марок.
В 1949 году увидели свет первые авиапочтовые марки Саудовской Аравии, было выпущено 6 номиналов.
В 1960—1961 годах в обращение выходит серия стандартных марок, состоящая из 32 почтовых и 15 авиапочтовых марок, которая переиздаётся в 1963—1975 годах с изменившимся водяным знаком, с дефектами рисунка и другими незначительными различиями. С 1968 года в рисунки стандартных марок вносятся изменения.
В 1961 году были эмитированы первые почтовые блоки Саудовской Аравии (сразу три), посвящённые открытию порта Даммам.

### Тематика
Сюжеты значительного числа выпускаемых памятных марок отражают события, происходящие в арабском мире: Арабскому почтовому союзу, Лиге арабских государств и т. п. Некоторые миниатюры посвящены международным событиям.
Регулярный выпуск марок продолжается по настоящее время, в основном по тематике, имеющей отношение к жизни в Саудовской Аравии. Есть среди них и ряд издающихся продолжительное время стандартных серий.

## Другие виды почтовых марок

### Доплатные
В 1917—1925 годах в королевстве Хиджаз помимо почтовых в обращении были доплатные марки. Всего было выпущено 34 таких марки, из них семь марок были с оригинальными рисунками, а остальные представляли собой обычные почтовые марки с надпечатками, превращавшими их в доплатные.
В объединённом королевстве Неджда и Хиджаза в 1925—1927 годах осуществлялась эмиссия доплатных марок. Если первые выпуски представляли собой соответствующие надпечатки на почтовых марках, то уже с 1926 года выходили марки оригинального рисунка. В том же 1926 году в обращении появились памятные доплатные марки.
В 1936—1961 годах выпускались доплатные марки Саудовской Аравии оригинальных рисунков.

### Служебные
С 1939 года осуществляется выпуск служебных марок Саудовской Аравии. На марках надписи на французском языке: «Service de l’Etat» («Государственная служба»).

### Почтово-налоговые
С 1934 года по 1956 год в Саудовской Аравии эмитировались почтово-налоговые марки, предназначенные, прежде всего, для взимания налогов в фонд строительства медицинских учреждений. Все они были изъяты из обращения в 1964 году.

## Фантастические выпуски и фальсификации
В 1960-е годы появлялись фантастические марки нейтральной зоны Ат-Таваль, выполненные в виде надпечаток на марках Саудовской Аравии.
В 2001 году почтовая администрация Саудовской Аравии известила ВПС о незаконных выпусках марках, сделанных якобы от имени этого государства и в спекулятивных целях появившихся на филателистическом рынке. В сообщении указывалось о фальсификации первых марок Королевства Саудовская Аравия 1934 года.